# 호반로 (안동시)
호반로(湖畔路)는 경상북도 안동시 상아동에서 안동시 와룡면 주계리를 연결하는 도로이다.

## 주요 경유지
- 안동댐
- 와룡면 산야리
- 와룡면 가류리

## 주요 교차도로
- 석주로